# Očová
Očová (maďarsky Nagyócsa, do 1902 Ocsova) je obec na Slovensku v okrese Zvolen. Žije zde přibližně 2 500 obyvatel.

## Geografie
Leží na východním okraji Zvolenské kotliny, přibližně 12 kilometrů východně od Zvolenu. Na území obce jsou přírodní rezervace Príslopy a Zadná Poľana.

## Historie
První písemná zmínka o obci pochází z roku 1351, kdy se obec nazývala Ochowa.

## Osobnosti
- Matej Bel (1684–1749), polyhistor, encyklopedista, filozof, pedagog, evangelický kazatel, průkopník slovenského osvícenství
- Alžbeta Česneková (Erzsébet Cseszneky), uherská šlechtična, matka Mateje Bela
- Ján Gašpar Hrisko (1921–1980), hudebník, cimbalista, upravovatel lidových písní
- Jozef Moravčík (* 1945), slovenský premiér
- Ján Berky-Mrenica (1939–2008), houslový virtuóz, hudební skladatel
- Štefan Pilárik (1615–1693), básník
- Ján Poničan (1902–1978), básník, prozaik a dramatik
- Zuzana Šimkovicová (1922–1983), pedagožka, fyzička
- Rudolf Huliak (*1975), slovenský politik, ministr cestovního ruchu a sportu, bývalý starosta Očové

## Doprava
- Poblíž obce vede rychlostní silnice R2.
- Na území obce je neveřejné vnitrostátní letiště Očová.[2]

## Očová v kultuře
V obci Očová a v jejím okolí se odehrává slovenský film režiséra Jozefa Zachara z roku 1973 „Očovské pastorále“.